# ワシントン海軍工廠
ワシントン海軍工廠（ワシントン海軍造船所）は、かつてワシントンD.C.南東部に存在した、アメリカ海軍の造船所および兵器廠。米国海軍の最も古い陸上施設である。跡地は現在米海軍の式典に使用される他、行政センター、アメリカ海軍作戦部、海軍歴史センター本部、 、海軍原子炉事務所、海兵隊学校等、各種組織が存在する。かつては海兵隊歴史センター本部、海軍犯罪捜査局 (NCIS)本部もあったが、それぞれ、2006年、2011年にクアンティコ海兵隊基地に移動した。ワシントン海軍工廠は1973年にアメリカ合衆国国家歴史登録財に登録され、1976年5月11日にはアメリカ合衆国国定歴史建造物にも指定された。

## 軍事面での歴史

### 設立
ワシントン海軍工廠の敷地は、1799年7月23日に法律に基づいて購入され、1799年10月2日に海軍に移管されたことから、この日を設立日とした。工廠の建設は初代の海軍長官であるベンジャミン・ストッダートの管理および初代の工廠長であるトーマス・ティンジー (Thomas Tingey) 代将の指揮により進められた。ティンジーはその後29年間、工廠長を務めた。
1800年時点の最初の境界線は、ワシントンD.Cの9番街とMストリートにあり、現在も工廠を取り囲んでいた白いレンガの壁が北側と東側に存在する。翌年、2区画が追加購入された。工廠の北の壁は監視所と共に1809年に建てられ、現在はラトローブ・ゲートとして知られている。米西戦争中の1814年にワシントンが焼き討ちにあった後、ティンジーは火事と略奪への対抗策として、東の壁を10フィートに高くすることを推奨した。
工廠の南側の境界はアナコスティア川である。西側の境界は未開発の沼であった。後に土地が不足してくると、アナコスティア川に沿って埋立を行い、対応した。
その最初の年、ワシントン海軍工廠は海軍最大の造船所および艤装工場となり、小は70フィートの砲艦から、大は246フィートのスクリューフリゲート・ミネソタ (USS Minnesota) まで、22隻の艦艇が建造された。1812年にはコンスティチューションが修理と戦闘準備のため、入渠している。

### 米英戦争
米英戦争中、ワシントン海軍工廠は支援設備としてだけでなく、首都防衛の戦略拠点としても重要であった。英国軍がワシントンに進撃してきた時、工廠を守り抜くのは不可能であった。ティンジーは首都が燃え上がるのを見ながら、敵の手に落ちるのを防ぐために工廠を燃やすように命令した。ティンジー自身の地域 (Quarters A) およびラトローブ・ゲートは炎から免れた。どちらの建物も現在はアメリカ合衆国国家歴史登録財となっている。
米英戦争終了後、ワシントン海軍工廠は再び造船所としての名声を取り戻した。しかしながらアナコスティア川は水深が浅く、大型艦艇の外洋との交通は難しかった。このため一世紀以上をかけて、工廠の主力は兵器の生産と技術開発に移行していった。工廠には米国の最も初期の蒸気機関が設置され、碇や鎖、さらには船舶用蒸気機関の作製が行われた。

### 南北戦争

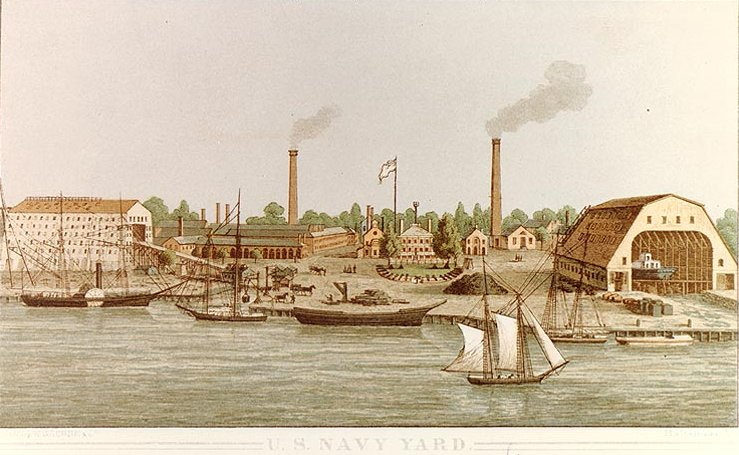
1862年頃のワシントン海軍工廠。着色リトグラフ

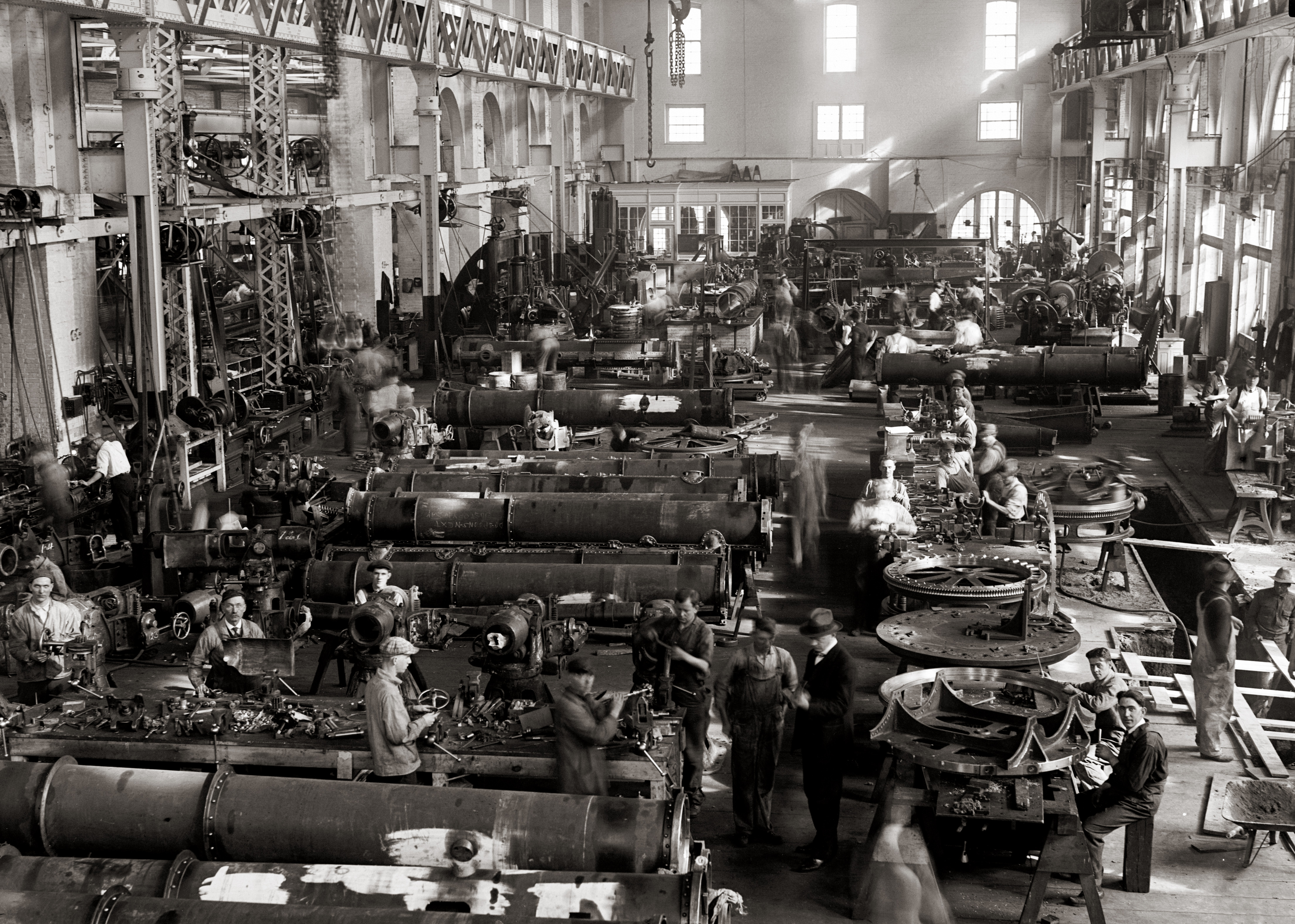
1917年頃のワシントン海軍工廠の魚雷工場

南北戦争中、工廠は再びワシントン防衛の重要地点となった。工廠長であったフランクリン・ブキャナンは、ジョン・ダールグレン (John A. Dahlgren) 中佐に後を委ねて工廠を去り、南軍に身を投じた。エイブラハム・リンカーン大統領は、ダールグレンに絶大な信頼をおいており、しばしば工廠を訪れていた。有名な装甲艦モニターは、南軍の装甲艦バージニアとのハンプトン・ローズ海戦の後、ワシントン海軍工廠で修理された。リンカーン大統領暗殺事件の共謀者達は逮捕の後、工廠へと連行された。実行犯のジョン・ウィルクス・ブースの遺体は工廠に係留されていたモニター艦モントーク (USS Montauk) 上で検死され、本人確認がなされた。

### 第一次世界大戦
戦争終了後も工廠は技術進歩の中心であり続けた。1866年、ワシントン海軍工廠は海軍の全兵器の製造工場となった。1893年1月にはテオドール・ジョエル (Theodore F. Jewell) 中佐が武器部門の責任者となり、1896年2月までその職にあった。グレート・ホワイト・フリートおよび第一次世界大戦の艦艇に搭載された兵器もワシントン海軍工廠で作製された。第一次世界大戦フランス戦線で使用された、14インチ（36センチ）列車砲も本工廠で作製されたものである。

### 第二次世界大戦
第二次世界大戦までにはワシントン海軍工廠は世界最大の軍需工場となっていた。ここで設計・製造された武器は米国が関与した1960年代までの各所の戦場で使用された。最盛時には工廠の敷地は126エーカー (0.5 km2) に達し、188の建物で25000人が働いていた。精密な光学装置の部品から巨大な16インチ砲まで、全てここで製造されていた。

### 第二次世界大戦後
1945年12月、工廠は米海軍銃砲工場 (U.S. Naval Gun Factory) に名称変更された。兵器の生産は大戦後も1961年まで続けられた。3年後の1964年7月1日、ワシントン海軍工廠の活動は終了した。工場の建物は事務所に転用されることとなった。

## 文化面および科学面での歴史

### 発明

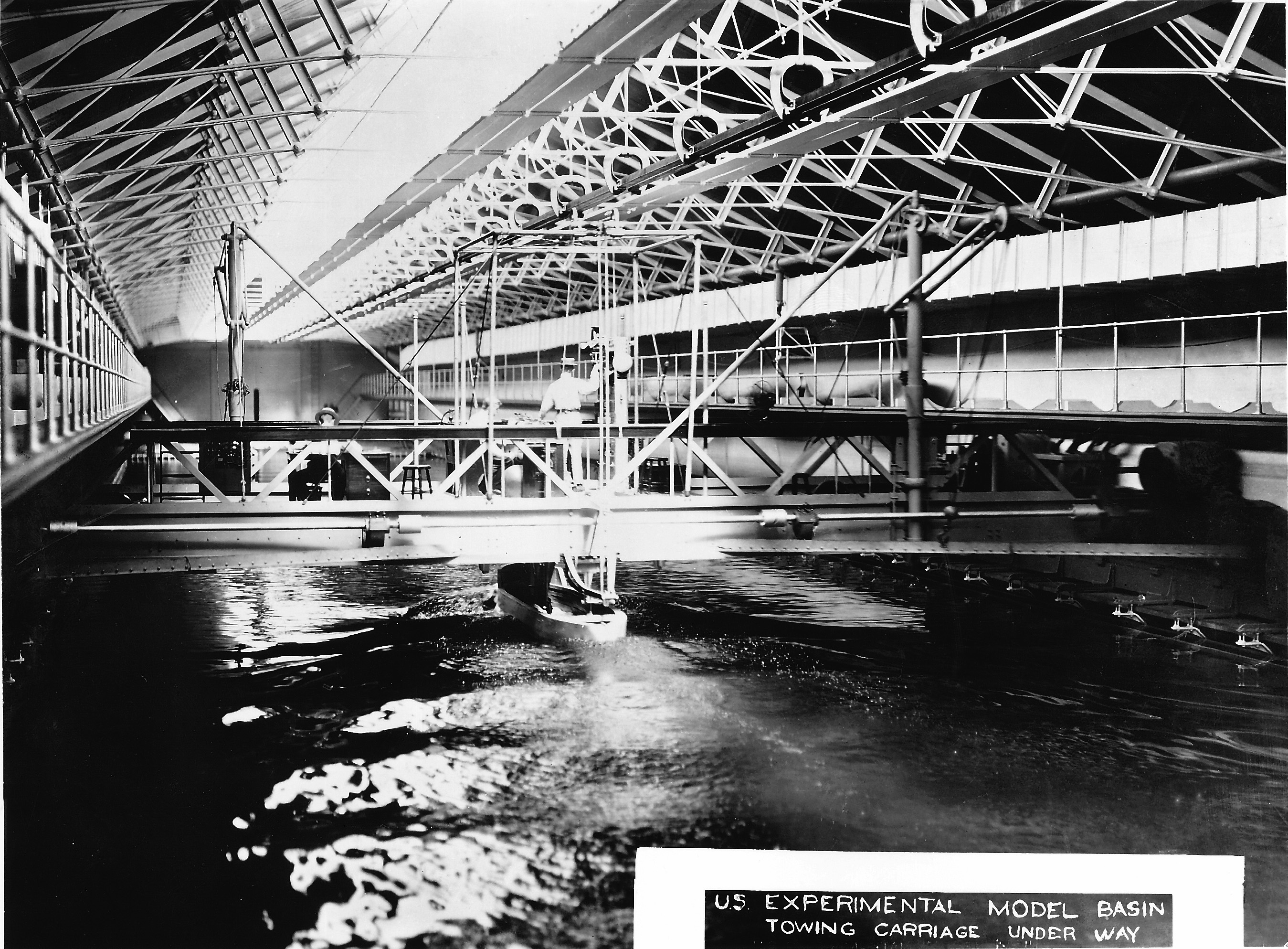
1960年頃の実験用水槽

ワシントン海軍工廠では様々な科学技術上の発明が行われた。ロバート・フルトンは米英戦争中に時限式の機雷の研究と試験を行っている。1822年、ジョン・ロジャース (John Rodgers) 代将は大型艦のオーバーホールのため、米国最初の曳揚装置 (marine railway) を据え付けた。ダールグレン中佐はダールグレン砲を開発し、これが南北戦争までの主力兵器となった。1898年にはデビッド・テイラー (David W. Taylor) が船体形状の設計用として、模型を用いて水の抵抗を測定するための水槽を開発した。最初の艦艇用カタパルトは、1912年にアナコスティア川で試験された。風洞は1918年に設置された。パナマ運河閘門用の巨大な歯車もここで鋳造された。工廠の技師たちは義手、義眼、義歯の設計にも関与した。

### 日本使節団の訪問

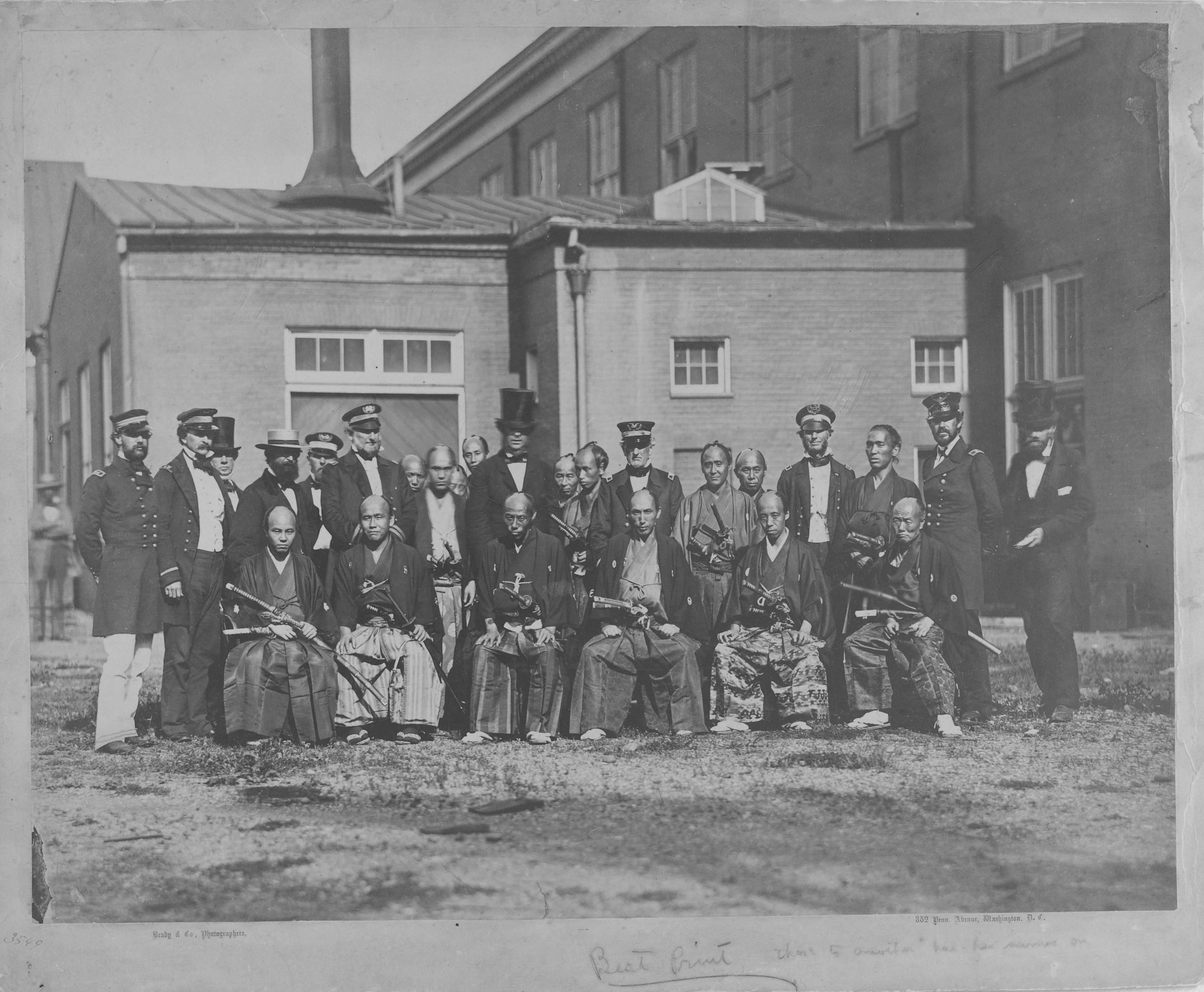
ワシントン海軍工廠での使節団：正使新見正興（中央）、副使村垣範正（左から3人目）、監察小栗忠順（右から2人目）、勘定方組頭、森田清行（前列右端）、外国奉行頭支配組頭、成瀬正典（前列左から2人目）、外国奉行支配両番格調役、塚原昌義（前列左端）

ワシントン海軍工廠は米国の首都への儀式的な門でもあった。1860年、日本からの最初の外交使節が工廠を訪問している。目付であった小栗忠順は、その設備に感銘を受け、近代工業の象徴として工廠で生産されたネジを持ち帰った。当時のニューヨークタイムズは小栗が「近い将来、日本にこのような施設を造りたい」と語ったと報じているが、これは後に横須賀造船所として実現した。
その他にも、チャールズ・リンドバーグは、1927年の有名な大西洋横断飛行成功の後、ワシントン海軍工廠へ戻ってきた。英国のジョージ6世もワシントン滞在中に工廠を訪問した。
現在は海軍博物館 (Navy Museum) があり、また駆逐艦バリー (USS Barry) も2015年まで博物館船として一般に開放されており、バリーはワシントン地区の指揮官交代式典にしばしば利用されていた。しかし、来艦者の減少や老朽化、アナコスティア川への橋梁建設計画により閉じ込められる可能性が浮上したため、2022年にスクラップ処分された。

## 参考
1. ↑  “National Register Information System”. National Register of Historic Places.  National Park Service (2007年1月23日). 2007年10月2日時点のオリジナルよりアーカイブ。2009年7月7日閲覧。
2. ↑  “National Historic Landmarks Survey”. National Park Service. 2009年7月7日閲覧。
3. 1 2 3  “National Register of Historic Places Inventory - Nomination Form”. National Park Service (1975年11月1日). 2009年7月7日閲覧。